# Torero (película)
Torero es un documental mexicano de 1956 dirigido por Carlos Velo.

## Sinopsis
Cuenta la vida del torero Luis Procuna por medio de reconstrucciones dramáticas y filmaciones hechas a lo largo de 1956. Se enfoca en el tema del miedo que sentía Luis Procuna al entrar a la plaza de toros. Empieza con los recuerdos de Procuna de su niñez, cuando cargaba bultos en el mercado y ayudaba a vender tacos a su madre. Después de unos años recibió lecciones de toreo de salón del novillero Valentín en Nonoalco y en la Plaza México. Después de un intento de torear donde salió herido, lo contrató Algara para torear con Luis Briones. Triunfó como novillero, tomó y confirmó su alternativa y llegó a torear en Madrid donde resultó corneado. Al regresar a México, el incidente aunado a la reciente muerte de Manolete  le causó un miedo que no le dejó torear por un tiempo y cuando regresó a torear recibió otra corneada más grave. Al recuperarse decidió dejar de torear por un tiempo y disfrutar de la vida. Por presión de la prensa regresó a torear donde gana la corrida y lo llevan a su casa sobre los hombros de sus compañeros. El documental termina con sus pensamientos de miedo sobre la próxima corrida.

## Producción
La película se rodó a lo largo de 1956, siguiendo la vida del torero Luis Procuna. Se estrenó el 9 de mayo de 1957 en el cine de Chapultepec.
La música fue ejecutada por la Orquesta Sinfónica Nacional

## Recepción
La película tuvo una buena recepción, mostrándose en diversos festivales y adquiriendo varios premios. Se le ha nombrado como una película que pone en perspectiva los problemas sociales, morales y espirituales del México de la provincia de hace cuarenta años y el del tiempo actual. Algunos critican la película como carente de buena una buena historia y un guion de poca calidad.
Luis Procuna demandó a Barbachano Ponce diciendo que no le había pagado el monto por los derechos correspondientes.

### Premios
- Premio especial a Carlos Velo durante la entrega de los Premios Ariel de 1958

## Reparto
- Luis Procuna
- Angel Procuna
- Antonio Fayat
- Paco Malgesto
- Antonio Sevilla
- Ponciano Díaz
- Carlos Robles Gil

### Toreros
- Manuel Rodríguez
- Alfonso Ramírez
- Lorenzo Garza